# Chun Hee-chul
Dans ce nom coréen, le nom de famille, Chun, précède le nom personnel.
Chun Hee-chul, (en coréen : 전희철), né le 26 juin 1973 à Séoul, en Corée du Sud, est un ancien joueur sud-coréen de basket-ball. Il évolue durant sa carrière au poste d'ailier fort.

## Palmarès
- Champion d'Asie 2007